# Josh Phillips
Joshua Earl Patrick Phillips (nacido el 17 de marzo de 1984) es un criminal estadounidense cuyo crimen en noviembre de 1998 atrajo atención en los Estados Unidos, cuando a los 14 años de edad, asesinó a Maddie Clifton de 8 años de edad. Actualmente cumple una condena de cadena perpetua.
Su caso inspiró un documental que se tituló «Why Did Josh Kill?».

## El caso y juicio
El 3 de noviembre de 1998, alrededor de las 5:00 p. m., Maddie Clifton desapareció. El primer sospechoso fue un vecino que fue arrestado dos veces antes por casos de agresión sexual, pero que se retiraron los cargos en ambos incidentes. El vecino falló una prueba del polígrafo en relación con la desaparición de Maddie, pero proporcionó una coartada. La policía decidió suspender la búsqueda de Maddie, pero la comunidad, incluidos más de 400 voluntarios, persistió. Se ofreció una recompensa, inicialmente valorada en 50.000 dólares pero luego se duplicó. Uno de los voluntarios en la búsqueda era Phillips mismo. El FBI participó de la búsqueda y varios eventos deportivos y programas de televisión hicieron hincapié en la búsqueda.
La búsqueda terminó una semana después de la desaparición cuando la madre de Phillips, Melissa, fue a limpiar su habitación y encontró que su cama de agua parecía tener una ruptura. Tras un examen más detenido, descubrió el cuerpo de Maddie escondido dentro de la base de la cama de agua. Rápidamente salió corriendo de su casa y cruzó la calle para llamar a la policía. Phillips fue arrestado más tarde ese día en su escuela y estuvo detenido en máxima seguridad cuando hizo su primera aparición en el tribunal. Se determinó que la causa de la muerte de Clifton se debió a apuñalamientos y golpes con un bate de béisbol.
Cuando se le preguntó por qué lastimaría a Maddie, Phillips explicó que habían estado jugando cuando accidentalmente la golpeó con una pelota de béisbol. La pelota le había golpeado en el ojo y había comenzado a sangrar lo que provocó que la niña comenzara a gritar y llorar debido al dolor. Phillips aparentemente estaba tan aterrorizado por la reacción de su padre que la llevó a su casa, a su habitación, y la golpeó con el bate para que dejara de llorar. Cuando eso no funcionó, recurrió a apuñalarla para asegurarse de que estaba muerta antes de meterla debajo de su cama.
Phillips fue juzgado y encontrado culpable de asesinato en primer grado y sentenciado a cadena perpetua. No era elegible para la pena de muerte debido a que era menor de 16 años.

## Vida en prisión y apelaciones
En prisión, Phillips estudió a distancia en el Blackstone Career Institute y recibió un diploma en leyes en 2007 y ha ayudado a varios prisioneros en sus procesos de apelaciones.
En 2002, una corte afirmó la condena de Phillips. En diciembre de 2004, Melissa Phillips, pidió un nuevo juicio contra su hijo debido a la joven edad que éste tenía al momento del crimen. En 2012, la Corte Suprema determinó que la sentencia a cadena perpetua sin libertad condicional contra juveniles era inconstitucional. Basados en esta decisión, los abogados de Phillips apelaron la condena en 2017. Phillips fue sentenciado nuevamente a cadena perpetua en noviembre de 2017, pero es elegible para libertad condicional en 2023. Actualmente, se encuentra encarcelado en la Institución Correccional Cross City en Cross City, Florida.